# Miasta Zjednoczonych Emiratów Arabskich
Według danych oficjalnych pochodzących z 2005 roku Zjednoczone Emiraty Arabskie posiadały ponad 50 miast o ludności przekraczającej 1 tys. mieszkańców. Stolica kraju Abu Dhabi plasuje się na drugim miejscu, Dubaj jako jedyne miasto liczyło ponad milion mieszkańców; 2 miasta z ludnością 500÷1000 tys.; 3 miasta z ludnością 100÷500 tys.; 1 miasto z ludnością 50÷100 tys.; 3 miasta z ludnością 25÷50 tys. oraz reszta miast poniżej 25 tys. mieszkańców.

## Największe miasta w Zjednoczonych Emiratach Arabskich
Największe miasta w Zjednoczonych Emiratach Arabskich według liczebności mieszkańców (stan na 01.01.2005):
| L.p. | Miasto                      | Emirat         | Liczba ludności |
| ---- | --------------------------- | -------------- | --------------- |
| 1.   | Dubaj (دبيّ)                 | Dubaj          | 1 137 347       |
| 2.   | Abu Zabi (أبو ظبي)          | Abu Zabi       | 603 492         |
| 3.   | Szardża (الشارقةّ)           | Szardża        | 543 733         |
| 4.   | Al-Ajn (العين)              | Abu Zabi       | 408 733         |
| 5.   | Adżman (عجمان)              | Adżman         | 226 172         |
| 6.   | Ras al-Chajma (رأس الخيمة)  | Ras al-Chajma  | 115 949         |
| 7.   | Fudżajra (الفجيرة)          | Fudżajra       | 62 415          |
| 8.   | Umm al-Kajwajn (أم القيوين) | Umm al-Kajwajn | 44 411          |
| 9.   | Chur Fakkan (خورفكان)       | Szardża        | 33 575          |
| 10.  | Dibba Al-Hisn (دبا الحصن)   | Szardża        | 26 395          |

## Alfabetyczna lista miast w Zjednoczonych Emiratach Arabskich
(w nawiasie nazwa oryginalna w języku arabskim, czcionką pogrubioną wydzielono miasta powyżej 1 mln)
- Abu Zabi (أبو ظبي)
- Adżman (عجمان)
- Akka
- Al-Ajn (العين)
- Al-Bithna
- Al-Chan
- Al-Chatam
- Al-Dżazira
- Al-Kurajja
- Al-Muszrif
- Az-Zajd (الذید)
- Chur Fakkan (خورفكان)
- Dibba Al-Fudżajra
- Dibba Al-Hisn (دبا الحصن)
- Dubaj (دبيّ)
- Fudżajra (الفجيرة)
- Hatta
- Kalba
- Manama
- Masfut
- Mina Dżabal Ali
- Mina Sakr
- Mina Zajid
- Nahwa
- Ras al-Chajma (رأس الخيمة)
- Ruwais (الرويس)
- Szardża (الشارقةّ)
- Sila (السلع)
- Umm al-Kajwajn (أم القيوين)